# Revolução Ruandesa
Revolução Ruandesa, também conhecida como a Revolução Social ou Vento da Destruição  (quiniaruanda:  muyaga), foi um período de violência étnica em Ruanda entre 1959 e 1961 entre os hutus e os tutsis, dois dos três grupos étnicos em Ruanda. A revolução viu a transição do país de uma colônia belga com uma monarquia tutsi para uma república independente dominada pelos hutus.
Ruanda tinha sido governada por uma monarquia tutsi pelo menos desde o século XVIII, com políticas arraigadas anti-hutus e pró-tutsis. A Alemanha e a Bélgica controlaram sucessivamente Ruanda através do início do século XX, com ambos os países europeus governando através de reis e perpetuando uma política pró-tutsi. Depois de 1945, desenvolveu-se um contra-elite hutu, levando à deterioração das relações entre os grupos. A liderança tutsi ansiava pela rápida independência para consolidar seu poder e a elite hutu pedia pela transferência de poder dos tutsis para os hutus (uma postura cada vez mais apoiada pela Igreja Católica Romana e o governo colonial).
A revolução começou em novembro de 1959 com uma série de tumultos e ataques incendiários em casas de tutsis após relatórios falsos do assassinato de um subchefe hutu por ativistas tutsis. A violência se espalhou rapidamente por todo o país. O rei e os políticos tutsis tentaram um contra-ataque para tomar o poder e ostracizar os hutus e os belgas, mas foram frustrados pelo coronel belga Guy Logiest, que foi trazido pelo governador colonial. Logiest restabeleceu a ordem pública, iniciando um programa para promover e proteger a elite hutu. Os belgas, em seguida, substituíram muitos chefes e subchefes tutsis com hutus, confiando ao Rei Kigeli V  (1936 – 2016) o status de figura decorativa; Kigeli depois fugiu do país. Apesar da continuação da violência anti-tutsi, a Bélgica organizou eleições locais em meados de 1960. Os partidos hutus assumiram o controle de quase todas as communes, efetivamente terminando a revolução. Logiest e o líder hutu Grégoire Kayibanda declararam Ruanda uma república autônoma em 1961 e o país tornou-se independente em 1962.
A revolução levou pelo menos 336 mil tutsis a fugir para os países vizinhos, onde viviam como refugiados. Embora os exilados ansiavam para um retorno imediato a Ruanda, estavam divididos entre aqueles que procuravam negociação e aqueles que pretendiam derrubar o novo regime. Alguns exilados formaram grupos armados (chamados inyenzi ou "baratas", pelo governo hutu), que lançaram ataques em Ruanda. Os maiores ocorreram no final de 1963, quando um ataque surpresa se aproximou de Kigali. O governo reagiu, derrotando os inyenzi e matando milhares dos tutsis restantes em Ruanda. Nenhuma outra ameaça seria representada pelos refugiados até os anos 1990, quando uma guerra civil iniciada pelos refugiados tutsis da Front Patriotique Rwandais (FPR) forçou o governo hutu a negociações. Isto levou a um aumento do extremismo hutu e do genocídio de 1994, em que centenas de milhares de tutsis foram mortos antes que a FPR assumisse o controle.